# Jean-Laurent Cochet
Pour les articles homonymes, voir Cochet.
Jean-Laurent Cochet, né le 28 janvier 1935 à Romainville (Seine-Saint-Denis) et mort le 7 avril 2020 à Paris 18e, est un metteur en scène, professeur d'art dramatique et comédien français, principalement actif au théâtre.

## Biographie
Ancien élève du Conservatoire national supérieur d'art dramatique (promotion 1959) Jean-Laurent Cochet fut pensionnaire de la Comédie-Française de 1959 à 1964 (par la suite, il y monte une douzaine de pièces).
Depuis 1963, il a signé plus de 150 mises en scène de théâtre, quelques mises en scène d'opéra, et joué plus de 300 rôles.
En 1965, il ouvre un cours d'art dramatique : le cours Cochet. Pierre Delavène en assure la direction depuis 2006. En 2013, l'école de théâtre s'appelle désormais le cours Cochet-Delavène.
En 1982, il prend la direction du théâtre Hébertot, pour y faire jouer les grandes pièces du répertoire et y interpréter des œuvres du patrimoine poétique, avec la volonté d'en faire un théâtre d'alternance. Il charge Serge Bouillon de l'organisation administrative et technique, Jacques Marillier des costumes et des décors, et réunit une troupe de 26 comédiens (avec notamment Claude Giraud, Jacques Eyser, Odette Laure, Danielle Ajoret, Danielle Volle, Michèle André, Germaine Delbat, Christine Fabréga, Raymond Baillet, Etienne de Balasy, ainsi que des élèves de son cours). La première saison offre 21 spectacles différents, dont il signe la mise en scène, et 330 représentations, ce qui vaut au théâtre la réputation d'une « Comédie-Française bis ». Cette expérience, trop ambitieuse compte tenu de la modeste subvention de la mairie de Paris, prend fin au bout de trois saisons.
En outre, il fit des apparitions remarquées, dans l'émission Italiques au côté d'Evelyne Ker et Au théâtre ce soir.
Au cinéma, il a notamment joué dans Fort Saganne et Mille milliards de dollars.
Il a enseigné le théâtre à l'ICES de La Roche-sur-Yon, en Vendée, pendant plusieurs années. Il a également dispensé des cours pendant plusieurs années avec Pierre Delavène au théâtre Jacques Cœur, de Lattes près de Montpellier.
En tant que professeur d'art dramatique, il a enseigné à de futures vedettes du cinéma et du théâtre français comme, entre autres, Emmanuelle Béart, Carole Bouquet, Gerard Depardieu, Michel Duchaussoy, Andréa Ferréol, Bernard Giraudeau, Isabelle Huppert, Claude Jade, Michèle Laroque, Fabrice Luchini, Mélanie Thierry ou encore Raphaël Quenard. 
Jean-Laurent Cochet meurt du Covid-19 le 7 avril 2020 à l'hôpital Bichat de Paris, à l’âge de 85 ans,. Il est inhumé au cimetière parisien de Bagneux (division 103).

## Filmographie

### Cinéma
- 1982 : Mille milliards de dollars d'Henri Verneuil : Hartmann
- 1984 : Fort Saganne d'Alain Corneau : Bertozza

### Télévision

#### Téléfilms
- 1962 : Le Théâtre de la jeunesse : La Fille du capitaine d'Alain Boudet
- 1963 : Le Théâtre de la jeunesse : La surprenante invention du professeur Delalune de Marcel Cravenne
- 1963 : Skaal de Maurice Château
- 1963 : La caméra explore le temps : La Conspiration du général Malet de Jean-Pierre Marchand
- 1968 : Turcaret de Lazare Iglesis : Frontin
- 1972 : La Station Champbaudet de Georges Folgoas
- 1973 : Une fille bien gardée de Jean Pignol
- 1977 : C'est arrivé à Paris de François Villiers
- 1978 : Le Petit Théâtre d'Antenne 2 : L'Article 330 de François Chatel
- 1979 : Les Grandes Conjurations : Le Coup d'état du 2 décembre de Jean Delannoy
- 1981 : Le Bourgeois gentilhomme de Pierre Badel
- 1984 : Chéri téléfilm d'Yves André Hubert
- 1988 : An affair in Mind de Colin Luke

#### Série télévisée
- Haute tension
  - 1989 : Eaux troubles d'Alain Bonnot
- Julie Lescaut
  - 1993 : Harcèlements de Caroline Huppert
  - 1993 : Police des viols de Caroline Huppert

#### Au théâtre ce soir
- 1971 : Sur mon beau navire de Jean Sarment, mise en scène Jean-Laurent Cochet, réalisation Pierre Sabbagh, Théâtre Marigny
- 1975 : Chat en poche de Georges Feydeau, mise en scène Jean-Laurent Cochet, réalisation Pierre Sabbagh, Théâtre Édouard VII
- 1976 : La Charrette anglaise de Georges Berr et Louis Verneuil, mise en scène Jean-Laurent Cochet, réalisation Pierre Sabbagh, Théâtre Édouard VII
- 1978 : Boudu sauvé des eaux de René Fauchoix, mise en scène Jean-Laurent Cochet, réalisation Pierre Sabbagh, Théâtre Marigny
- 1978 : Moi d'Eugène Labiche, mise en scène Jean-Laurent Cochet, réalisation Pierre Sabbagh, Théâtre Marigny
- 1979 : Nina d'André Roussin, mise en scène Jean-Laurent Cochet, réalisation Pierre Sabbagh, Théâtre Marigny
- 1981 : Le Président Haudecœur de Roger Ferdinand, mise en scène Jean-Laurent Cochet, réalisation Pierre Sabbagh, Théâtre Marigny
- 1982 : Histoire de rire d'Armand Salacrou, mise en scène Jean-Laurent Cochet, réalisation Pierre Sabbagh, Théâtre Marigny

## Théâtre

### Comédien
- 1954 : Le Jeu de l'amour et du hasard de Marivaux, mise en scène René Barré, Théâtre des Célestins
- 1955 : Le Quai Conti de Guillaume Hanoteau, mise en scène René Dupuy, Théâtre Gramont
- 1958 : Un ami de jeunesse d'Edmond Sée, Comédie-Française
- 1959 : Le Bourgeois gentilhomme de Molière, mise en scène Jean Meyer, Comédie-Française
- 1961 : Le Legs de Marivaux, mise en scène Jacques Sereys, Comédie-Française
- 1961 : Un fil à la patte de Georges Feydeau, mise en scène Jacques Charon, Comédie-Française
- 1962 : La Troupe du Roy Hommage à Molière, mise en scène Paul-Émile Deiber, Comédie-Française
- 1962 : Un fil à la patte de Georges Feydeau, mise en scène Jacques Charon, Comédie-Française
- 1962 : La Fourmi dans le corps de Jacques Audiberti, mise en scène André Barsacq, Comédie-Française
- 1963 : Un fil à la patte de Georges Feydeau, mise en scène Jacques Charon, Comédie-Française
- 1964 : Cyrano de Bergerac d'Edmond Rostand, mise en scène Jacques Charon, Comédie-Française
- 1964 : Turcaret d'Alain-René Lesage, mise en scène Jean-Laurent Cochet, Théâtre de l'Ambigu
- 1964 : Le Barbier de Séville de Beaumarchais, mise en scène Jean-Laurent Cochet, Théâtre de l'Ambigu
- 1965 : Chat en poche de Georges Feydeau, mise en scène Jean-Laurent Cochet, Théâtre Edouard VII
- 1965 : Le Mariage forcé de Molière, mise en scène Philippine Pascal, Théâtre de l'Ambigu
- 1965 : La Surprise de l'amour de Marivaux, mise en scène Yves Gasc, Théâtre de l'Ambigu
- 1967 : Boudu sauvé des eaux de René Fauchoix, mise en scène Jean-Laurent Cochet, Théâtre des Capucines
- 1967 : À la nuit la nuit de François Billetdoux, mise en scène Jean-Laurent Cochet, Théâtre Saint-Georges
- 1969 : Les Garçons de la bande de Mart Crowley, mise en scène Jean-Laurent Cochet, Théâtre Edouard VII
- 1973 : La Reine de Césarée de Robert Brasillach, mise en scène Jean-Laurent Cochet, Théâtre Moderne
- 1975 : Chat en poche de Georges Feydeau, mise en scène Jean-Laurent Cochet, Théâtre Edouard VII
- 1983 : 29 degrés à l'ombre d'Eugène Labiche, mise en scène Jean-Laurent Cochet, Théâtre Hébertot
- 1983 : Moi d'Eugène Labiche, mise en scène Jean-Laurent Cochet, Théâtre Hébertot
- 1983 : Le Misanthrope de Molière, mise en scène Jean-Laurent Cochet, Théâtre Hébertot
- 1985 : Doit-on le dire ? d'Eugène Labiche, mise en scène Jean-Laurent Cochet, Théâtre Hébertot
- 1985 : Le Sexe faible d'Édouard Bourdet, mise en scène Jean-Laurent Cochet, Théâtre Hébertot
- 1986 : Siegfried de Jean Giraudoux, mise en scène Odile Mallet et Geneviève Brunet, Festival de Bellac
- 1989 : Le Nouveau Testament de Sacha Guitry, mise en scène Jean-Laurent Cochet, Théâtre Daunou
- 1989 : Tu m'as sauvé la vie de Sacha Guitry, mise en scène Jean-Laurent Cochet, Théâtre Daunou
- 1991 : Tartuffe de Molière, mise en scène Jean-Pierre-André, Théâtre du Gymnase Marie Bell
- 1994 : Le Roman d'un tricheur de Sacha Guitry, mise en scène Henri Lazarini, Théâtre Montparnasse
- 1997 : Corot de Jacques Mougenot, mise en scène Jean-Laurent Cochet, Théâtre Daunou
- 1997 : Jean-Laurent Cochet raconte et joue, Théâtre Rive Gauche
- 1999 : Les Fausses Confidences de Marivaux, mise en scène Jean-Laurent Cochet, Théâtre 14 Jean-Marie Serreau
- 2000 : La Parisienne d'Henry Becque, mise en scène Jean-Laurent Cochet, Théâtre Hébertot
- 2000 : Chat en poche de Georges Feydeau, mise en scène Jean-Laurent Cochet, Théâtre Mouffetard
- 2002 : Toi et moi de Paul Geraldy, mise en scène Jean-Laurent Cochet, Théâtre Mouffetard
- 2002 : Doit-on le dire ? d'Eugène Labiche, mise en scène Jean-Laurent Cochet, Théâtre Mouffetard
- 2005 : Le Veilleur de nuit de Sacha Guitry, mise en scène Jean-Laurent Cochet, Théâtre des Bouffes-Parisiens
- 2007, 2009 : Aux deux colombes de Sacha Guitry, mise en scène Jean-Laurent Cochet, Pépinière Théâtre
- 2008 : La Reine morte d'Henry de Montherlant, mise en scène Jean-Laurent Cochet, Théâtre 14 Jean-Marie Serreau
- 2008 : Correspondance inattendue de Sacha Guitry, mise en scène Jean-Laurent Cochet, Théâtre Tristan Bernard
- 2009 : Les Femmes savantes de Molière, mise en scène Arnaud Denis, Festival d'Anjou, Théâtre 14 Jean-Marie Serreau
- 2010 : Les Femmes savantes de Molière, mise en scène Arnaud Denis, Petit Théâtre de Paris
- 2011 - 2012 : Tu m'as sauvé la vie de Sacha Guitry, mise en scène Jean-Laurent Cochet, Pépinière Théâtre, tournée
- 2011 : Récital poétique Francis Jammes, avec Philippe Davenet au piano. L'Auguste Théâtre
- 2012 - 2013 : Eurydice de Jean Anouilh, mise en scène Jean-Laurent Cochet, tournée, Théâtre 14

### Metteur en scène
- 1962 : Les Caprices de Marianne d'Alfred de Musset, Théâtre de l'Ambigu
- 1963 : Andromaque de Jean Racine, Théâtre de l'Ambigu
- 1964 : Turcaret d'Alain-René Lesage, Théâtre de l'Ambigu
- 1964 : On ne badine pas avec l'amour d'Alfred de Musset, Théâtre de l'Ambigu
- 1964 : Britannicus de Jean Racine, Théâtre de l'Ambigu
- 1964 : Chat en poche de Georges Feydeau, Théâtre Daunou, Théâtre Edouard VII en 1965
- 1965 : Pepsie de Pierre-Edmond Victor, Théâtre Daunou
- 1965 : Le Barbier de Séville de Beaumarchais, Théâtre de l'Ambigu
- 1965 : Tartuffe de Molière, Théâtre de la Madeleine
- 1965 : Le Misanthrope de Molière, Théâtre de la Madeleine
- 1966 : Adorable Julia de Marc-Gilbert Sauvajon d'après Somerset Maugham
- 1966 : Le Médecin malgré lui de Charles Gounod, Opéra-Comique
- 1966 : Le jeu de l'amour et du hasard de Marivaux, Théâtre de la Madeleine
- 1966 : Ariane à Naxos de Richard Strauss, Festival d'Aix-en-Provence
- 1967 : Rupture d'André Roussin, Théâtre Saint-Georges
- 1967 : À la nuit la nuit de François Billetdoux, Théâtre Saint-Georges
- 1967 : Boudu sauvé des eaux de René Fauchoix, Théâtre des Capucines
- 1967 : Les sourires inutiles de Marcel Achard, Théâtre des Variétés
- 1967 : Les fausses confidences de Marivaux, Théâtre des Variétés
- 1968 : Les Noces de Figaro, Festival d'Aix-en-Provence
- 1969 : Les Garçons de la bande de Mart Crowley, Théâtre Edouard VII
- 1969 : Le Gardien d'Harold Pinter, Théâtre Moderne
- 1970 : Pantoufle d'Alan Ayckbourn, Théâtre Daunou
- 1970 : Le Malade imaginaire de Molière, Comédie-Française
- 1971 : Du côté de chez l'autre d'Alan Ayckbourn, Théâtre de la Madeleine
- 1971 : Mais n'te promène donc pas toute nue ! de Georges Feydeau, Comédie-Française
- 1971 : Les Sincères de Marivaux, Comédie-Française
- 1972 : La Fille bien gardée d'Eugène Labiche et Marc-Michel, Comédie-Française
- 1972 : La Station Champbaudet d'Eugène Labiche et Marc-Michel, Comédie-Française
- 1973 : La Reine de Césarée de Robert Brasillach, Théâtre Moderne
- 1973 : L'Hôtel du libre échange de Georges Feydeau, Théâtre Marigny
- 1973 : On ne saurait penser à tout d'Alfred de Musset, Comédie-Française
- 1973 : Les Caprices de Marianne d'Alfred de Musset, Comédie-Française
- 1973 : Amphitryon de Molière, Comédie-Française
- 1973 : La Critique de l'École des femmes de Molière, Comédie-Française
- 1974 : Le Siècle des lumières de Claude Brulé, Théâtre du Palais Royal
- 1974 : Le Sexe faible d'Édouard Bourdet, Théâtre de l'Athénée
- 1975 : Napoléon III à la barre de l'histoire d'André Castelot, Théâtre du Palais Royal
- 1975 : Chat d'István Örkény, Théâtre du Gymnase
- 1976 : Ciboulette opérette de Reynaldo Hahn, Opéra-Comique
- 1976 : La Belle Hélène de Jacques Offenbach, Théâtre des Bouffes-Parisiens
- 1976 : Nina d'André Roussin, Théâtre des Nouveautés
- 1976 : Amphitryon 38 de Jean Giraudoux, Théâtre Edouard VII
- 1977 : Doit-on le dire ? d'Eugène Labiche, Comédie-Française
- 1978 : Le Renard et la Grenouille de Sacha Guitry, Comédie-Française
- 1978 : La Puce à l'oreille de Georges Feydeau, Comédie-Française
- 1978 : Véronique d'André Messager, Opéra de Paris
- 1979 : Chat en poche de Georges Feydeau, Théâtre Edouard VII
- 1979 : Un client sérieux de Georges Courteline, Comédie-Française
- 1980 : L'Intoxe de Françoise Dorin, Théâtre des Variétés
- 1980 : Le Bourgeois gentilhomme de Molière, Comédie-Française
- 1982 : Chéri de Colette, Théâtre des Variétés

#### Théâtre Hébertot
- 1978 : Mon père avait raison de Sacha Guitry, Théâtre Hébertot
- 1981 : Amédée ou Les Messieurs en rang de Jules Romains
- 1983 : Dom Juan de Molière
- 1983 : La Parisienne d'Henry Becque
- 1983 : Les Sincères de Marivaux
- 1983 : La Vie unanime, poétique
- 1983 : La Fenêtre d'André Obey
- 1983 : Le Pèlerin de Charles Vildrac
- 1983 : 29 degrés à l'ombre d'Eugène Labiche
- 1983 : Moi d'Eugène Labiche
- 1983 : Le Chandelier d'Alfred de Musset
- 1983 : Le Cœur innombrable d'après Anna de Noailles, Marie Noëlle et Colette
- 1983 : Le Misanthrope de Molière
- 1983 : Les Arbres de l'homme, poétique
- 1984 : La Parisienne d'Henry Becque, Théâtre Hébertot
- 1984 : Le Plaisir de rompre de Jules Renard, Théâtre Hébertot
- 1984 : Revenu de l'étoile d'André Obey
- 1984 : Le Nouveau Testament de Sacha Guitry
- 1984 : Monsieur Vernet de Jules Renard
- 1984 : Le Pain de ménage de Jules Renard
- 1984 : La Reine morte de Henry de Montherlant
- 1985 : Poil de carotte de Jules Renard
- 1985 : Doit-on le dire ? d'Eugène Labiche
- 1985 : Asmodée de François Mauriac
- 1985 : Le Sexe faible d'Édouard Bourdet
- 1985 : Un voyageur de Maurice Druon

#### 1985 - Fin de la direction duThéâtre Hébertot
- 1987 : La petite chatte est morte d'André Roussin
- 1988 : La Reine morte de Henry de Montherlant, Festival d'Anjou
- 1989 : Le Nouveau Testament de Sacha Guitry, Théâtre Daunou
- 1989 : Tu m'as sauvé la vie de Sacha Guitry, Théâtre Daunou
- 1990 : Monsieur Vernet de Jules Renard, Théâtre des Bouffes-Parisiens
- 1990 : Tartuffe de Molière, Théâtre Alexandre Dumas
- 1991 : La Fausse Suivante de Marivaux, Festival d'Anjou
- 1994 : Le malade imaginaire de Molière, Théâtre Alexandre Dumas
- 1997 : Corot de Jacques Mougenot, Théâtre Daunou
- 1997 : Jean-Laurent Cochet raconte et joue, Théâtre Rive Gauche
- 1999 : Les Fausses Confidences de Marivaux, Théâtre 14 Jean-Marie Serreau
- 2000 : Chat en poche de Georges Feydeau, Théâtre Mouffetard
- 2002 : Toi et moi de Paul Geraldy, Théâtre Mouffetard
- 2002 : Doit-on le dire ? d'Eugène Labiche, Théâtre Mouffetard
- 2004 : Monsieur Vernet de Jules Renard et 29 degrés à l'ombre d'Eugène Labiche, Théâtre 14 Jean-Marie Serreau
- 2005 : Le Veilleur de nuit de Sacha Guitry, Théâtre des Bouffes-Parisiens
- 2007, 2009 : Aux deux colombes de Sacha Guitry, Pépinière Théâtre
- 2008 : La Reine morte de Henry de Montherlant, Théâtre 14 Jean-Marie Serreau
- 2008 : Correspondance inattendue de Sacha Guitry, Théâtre Tristan Bernard
- 2011 : Tu m'as sauvé la vie de Sacha Guitry, Pépinière Théâtre
- 2012 : Eurydice de Jean Anouilh, Théâtre 14 Jean-Marie Serreau

## Élèves
(février 2023).
- Daniel Auteuil
- Emmanuelle Béart
- Carole Bouquet
- Richard Berry
- François Cluzet
- Maxime d'Aboville
- Arnaud Denis
- Delphine Depardieu
- Gérard Depardieu
- Michel Duchaussoy
- Stéphane Edouard
- Andréa Ferréol
- Bernard Giraudeau
- Stéphane Guillon
- Michaël Hirsch
- Isabelle Huppert
- Claude Jade
- Joséphine Japy
- Christophe Lavalle
- Michèle Laroque
- Olivier Lejeune
- Fabrice Luchini
- Alexis Moncorgé
- Jacques Mougenot
- Sabine Paturel
- Marcel Philippot
- Raphaël Quenard
- Patrick Raynal
- Mélanie Thierry
- Louise Tilleke

## Publications
- Mon rêve avait raison, Pygmalion, 1998  (ISBN 978-2857042860 et 978-2857049135)
- Faisons encore un rêve, Pygmalion, 2004  (ISBN 2857049358 et 978-2857049357)
- L'art et la technique du comédien, Pygmalion, 2010  (ISBN 978-2756402581)
- A la rencontre de Sacha Guitry, Oxus, 2010  (ISBN 978-2848981253)
- Mon Paris buissonnier, Pygmalion, 2013  (ISBN 978-2756407593)

## Distinctions

### Décorations
- Chevalier de la Légion d'honneur (2006)
- Commandeur de l'ordre des Arts et des Lettres (2010)[9]

### Récompenses
- 1975 : Trophée Béatrix Dussane
- 1984 : Prix du Brigadier pour sa compagnie au Théâtre Hébertot